# Vidalia (Georgia)
Vidalia es una ciudad ubicada en el condado de Toombs en el estado estadounidense de Georgia. En el año 2000 tenía una población de 10.491 habitantes.

## Geografía
Vidalia se encuentra ubicada en las coordenadas 32°12′55″N 82°24′36″O / 32.21528, -82.41000 (32.215305, -82.410086).
Según la Oficina del Censo, la localidad tiene un área total de 45,2 km² (17,5 mi²), de la cual 44,9 km² (17,3 mi²) es tierra y 0,3 km² (0 mi²) (0.60%) es agua.

## Demografía
Según la Oficina del Censo en 2000 los ingresos medios por hogar en la localidad eran de $28,365, y los ingresos medios por familia eran $40,091. Los hombres tenían unos ingresos medios de $30,180 frente a los $18,496 para las mujeres. La renta per cápita para la localidad era de $16,369. 